# Josef Sprinzak
Josef Sprinzak (hebr.: יוסף שפרינצק, ur. 8 grudnia 1885 w Moskwie, zm. 28 stycznia 1959) – żydowski aktywista syjonistyczny i izraelski polityk, Poseł do Knesetu i jego pierwszy przewodniczący (speaker) w latach 1949–1959.

## Życiorys
Urodził się w Moskwie, ale po wygnaniu stamtąd Żydów w 1891 roku, przeniósł się wraz z rodziną do Kiszyniowa, gdzie był jednym z założycieli organizacji syjonistycznej Młodzież Syjonu. W 1908 roku rozpoczął studia medyczne na Uniwersytecie Amerykańskim w Bejrucie, a w 1910 osiadł w Palestynie. Trafił tam wraz z tzw. drugą aliją (1904–1914).
Wraz z Eli’ezerem Kaplanem przewodził ruchowi Hapoel Ha-Cair (Młody Robotnik) – była to organizacja socjalistyczna założona w 1905 roku, która w 1930 roku weszła w skład Mapai. Jej członkowie prezentowali orientację probrytyjską i popierali Chaima Weizmana. Był także założycielem Histadrutu w 1920 roku, zajmując stanowisko sekretarza generalnego organizacji w latach 1945–1949.
Sprinzak został wybrany na stanowisko przewodniczącego lokalnego parlamentu 15 lipca 1948. Rola ta pozwoliła mu na zebranie pierwszych doświadczeń, wykorzystywanych później dla rozwoju izraelskiego parlamentaryzmu. Do pierwszego Knesetu został wybrany w 1949 roku, jako członek Mapai. Został przewodniczącym izby. W późniejszym czasie ponownie został deputowanym do parlamentu i znów wybrano go na przewodniczącego. Pozostał na tym stanowisko przez kadencje drugiego i trzeciego Knesetu.
Na podstawie jednej z ustaw zasadniczych Izraela, Sprinzak zastępował prezydenta Izraela, Chaima Weizmana, pełniąc jego obowiązki, gdy głowa państwa zapadła 12 grudnia 1951 na ciężką chorobę. Po śmierci Weizmana 9 listopada 1952, Sprinzak sprawował funkcję tymczasowego prezydenta, do czasu wyboru 10 grudnia 1952 na to stanowisko Jicchaka Ben Cewiego.
Po jego śmierci 28 stycznia 1959 mandat w parlamencie objął Chajjim Josef Cadok
Jego syn Ja’ir również był posłem do Knesetu.